# Hernán Galíndez
Hernán Ismael Galíndez (Rosario, 1987. március 30. –) argentin születésű ecuadori válogatott labdarúgó, az Aucas kapusa.

## Pályafutása

### Klubcsapatokban
Galíndez az argentínai Rosario városában született. Az ifjúsági pályafutását az Estrella Juniors csapatában kezdte, majd a Rosario Central akadémiájánál folytatta.
2008-ban mutatkozott be a Rosario Central felnőtt keretében. A 2010–11-es szezonban a Quilmes csapatát erősítette kölcsönben. 2012-ben a chilei Rangers szerződtette. 2012-ben az ecuadori Universidad Católicánál szerepelt szintén kölcsönben. 2013-ban az Universidad Católicához igazolt. 2022-ben a Universidad de Chiléhez csatlakozott. 2022. július 3-án szerződést kötött az Aucas együttesével. Először 2022. július 19-én, a Delfín ellen 0–0-ás döntetlennel zárult mérkőzésen lépett pályára.

### A válogatottban
Galíndez 2021-ben debütált az ecuadori válogatottban. Először 2021. június 23-án, Peru ellen 2–2-es döntetlennel zárult Copa América mérkőzésen lépett pályára.

## Statisztikák
2023. június 11. szerint
| Klub                 | Szezon   | Osztály          | Bajnokság | Bajnokság | Kupa  | Kupa | Nemzetközi | Nemzetközi | Összesen | Összesen |
| Klub                 | Szezon   | Osztály          | Meccs     | Gól       | Meccs | Gól  | Meccs      | Gól        | Meccs    | Gól      |
| -------------------- | -------- | ---------------- | --------- | --------- | ----- | ---- | ---------- | ---------- | -------- | -------- |
| Universidad Católica | 2013     | Serie A          | 34        | 0         | 0     | 0    | —          | —          | 34       | 0        |
| Universidad Católica | 2014     | Serie A          | 41        | 0         | 0     | 0    | 4          | 0          | 45       | 0        |
| Universidad Católica | 2015     | Serie A          | 42        | 0         | 0     | 0    | 2          | 0          | 44       | 0        |
| Universidad Católica | 2016     | Serie A          | 44        | 0         | 0     | 0    | 2          | 0          | 46       | 0        |
| Universidad Católica | 2017     | Serie A          | 36        | 1         | 0     | 0    | 4          | 0          | 40       | 1        |
| Universidad Católica | 2018     | Serie A          | 43        | 0         | 0     | 0    | —          | —          | 43       | 0        |
| Universidad Católica | 2019     | Serie A          | 29        | 0         | 0     | 0    | 6          | 0          | 35       | 0        |
| Universidad Católica | 2020     | Serie A          | 27        | 0         | 0     | 0    | 2          | 0          | 29       | 0        |
| Universidad Católica | 2021     | Serie A          | 27        | 0         | 0     | 0    | 4          | 0          | 31       | 0        |
| Universidad Católica | Összesen | Összesen         | 323       | 1         | 0     | 0    | 24         | 0          | 347      | 1        |
| Universidad de Chile | 2022     | Primera División | 14        | 0         | 0     | 0    | —          | —          | 14       | 0        |
| Aucas                | 2022     | Serie A          | 13        | 0         | 1     | 0    | —          | —          | 14       | 0        |
| Aucas                | 2023     | Serie A          | 9         | 0         | 1     | 0    | 3          | 0          | 13       | 0        |
| Aucas                | Összesen | Összesen         | 22        | 0         | 2     | 0    | 3          | 0          | 27       | 0        |
| Összesen             | Összesen | Összesen         | 359       | 1         | 2     | 0    | 27         | 0          | 388      | 1        |

### A válogatottban
| Válogatott | Év       | Pályára lépés | Gól |
| ---------- | -------- | ------------- | --- |
| Ecuador    | 2021     | 7             | 0   |
| Ecuador    | 2022     | 8             | 0   |
| Ecuador    | 2023     | 1             | 0   |
| Összesen   | Összesen | 16            | 0   |

## Sikerei, díjai
Aucas
- Serie A
  - Bajnok (1): 2022